# Bernies Autobahn Band
Bernies Autobahn Band – auch geschrieben Bernie’s Autobahnband – war eine deutsche Folkband.

## Geschichte
Die Gruppe wurde 1976 gegründet, als sich dem Duo Good Company (Bernie Conrads und Bernhard Schumacher) zwei ehemalige Mitglieder der aufgelösten Formation Elster Silberflug (Lutz Berger und Hartmut Hoffmann) anschlossen. Kopf und Sänger der Autobahnband war der in Franken lebende Sänger, Gitarrist und Songschreiber Bernhard „Bernie“ Conrads. 
Die teils politisch motivierten, teils nachdenklich gehaltenen und oft mit tiefgründigem Witz versehenen Lieder intonierten 1977 neben Bernie Conrads (Gesang, Gitarre, Violine): Bernhard Schumacher (Flöte, Flügelhorn, Posaune, Mandoline, Percussion, Gesang), Lutz Berger (Gitarre, Mandoline, Violine) und Hartmut Hoffmann (Mandoline, Gitarre, Percussion, Violine, Gesang).
1978 kam als fünfter Musiker der vormalige Bassist von Guru Guru, Bruno Schaab, zu Bernies Autobahn Band. Wenig später verließ Lutz Berger die Gruppe, die danach wieder als Quartett 1980 ihr drittes Album Ohne Filter einspielte. Auf diesem Album spielte Stefan Stoppok bei einigen Titeln elektrische oder akustische Gitarre. Beim nachfolgenden Album Drucksache von 1982 war der Gitarrist Bernhard Dill als fünftes Mitglied zu hören, auf dem Album Gesellschaftsspiele von 1984 war es Wolfgang Schmidt. Stefan Stoppok trat nochmals als Produzent der 1988 erschienenen LP Flügel in Erscheinung.
1989, nach sieben LP-Produktionen und 13 Jahren auf Bühnen löste sich die Gruppe auf. Im Jahr 2005 fanden vier Reunion-Konzerte der Autobahn Band statt. 

## Stil
Die deutschsprachigen Lieder und zum Teil rein instrumentalen Stücke der Gruppe lassen sich am ehesten der Stilrichtung Folkmusik zuordnen, fanden seinerzeit aber auch außerhalb der Liedermacher-Szene um Gruppierungen wie Liederjan, Zupfgeigenhansel oder Ougenweide vielfältige Beachtung. In Erinnerung blieben aus dieser Zeit unter anderem die Titel HR3 wünscht guten Morgen, Die Art, wie sie mich gängelt und Der alte Professor.

## Weitere Karriere von Bernie Conrads

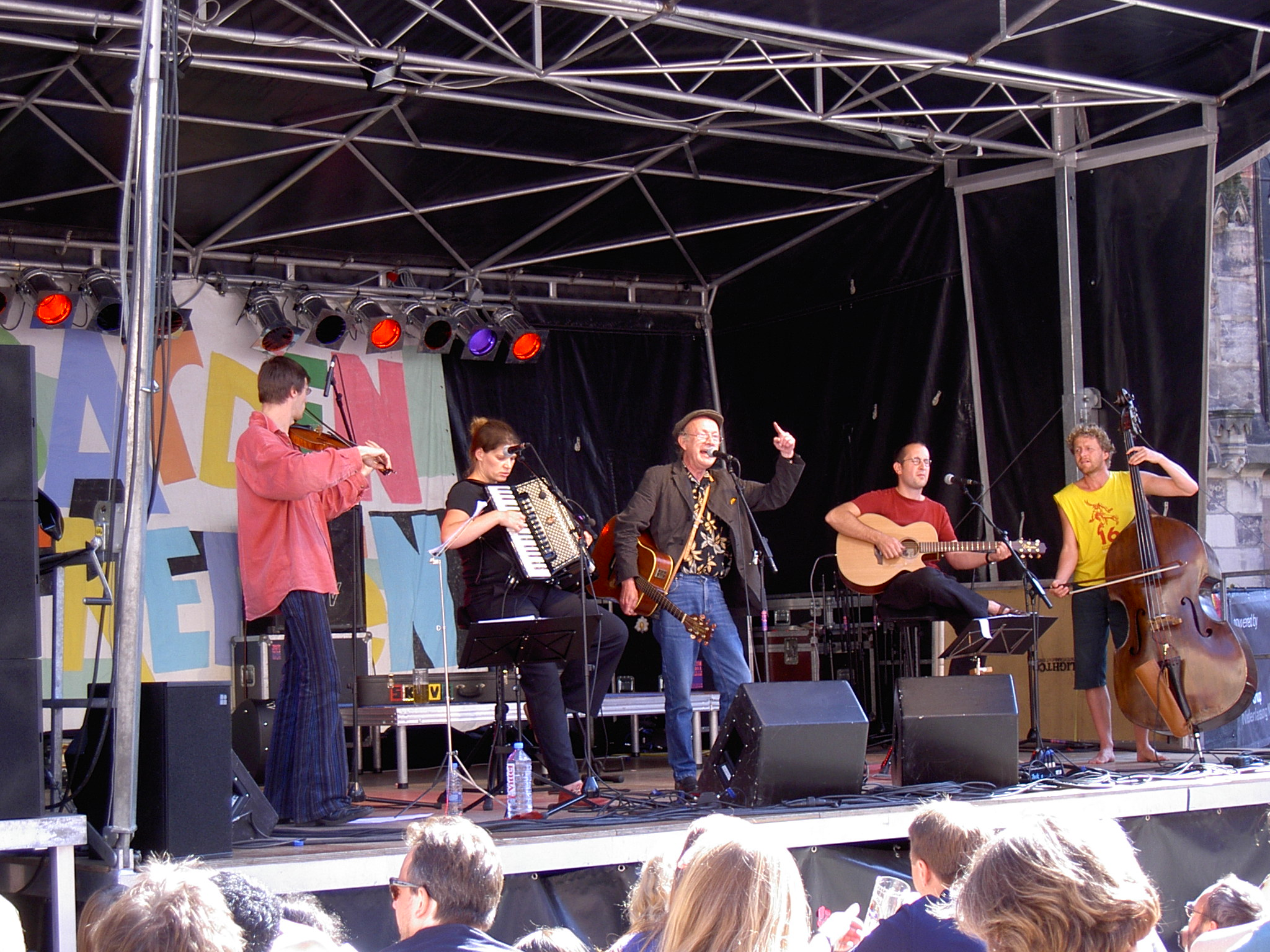
Bernie Conrads & Pankraz beim Bardentreffen in Nürnberg (2005)

Nach Auflösung der Band 1989, schrieb Conrads Texte und Lieder unter anderem für Stefan Stoppok, Peter Maffay und Erich Schmeckenbecher. Von Conrads stammen fast alle Texte der LP Maffay 96 und ein Großteil der Stücke auf den Produktionen von Stefan Stoppok. 1994 veröffentlichte Bernie Conrads das Kinderalbum Lieder für Kinder und andere Kleine Monster. Seit 2005 arbeitete Conrads mit den Musikern der Gruppe Pankraz aus Dresden als Bernie Conrads & Pankraz zusammen. Es erschien das Album Drei Flaschen Mondschein. Die Bernie-Conrads-CD Irgendwo dahinten, auf der wieder Conrads’ früherer Good-Company- und Autobahnband-Kollege Bernhard Schumacher und die Freunde Danny Dziuk und Stefan Stoppok mitwirkten, kam 2008 heraus. Im Jahr 2010 erschien der Mitschnitt eines Konzerts der Essener United Brass Big Band mit einem Gastauftritt von Bernie Conrads.
Seine Songs charakterisiert Bernie Conrads als „Honig für Verliebte, Salbe für Enttäuschte und Taschenlampen für die Suchenden auf Kellertreppen.“
Bernie Conrads (* 8. Oktober 1950 in Aachen) verstarb am 17. November 2021 in Bad Mergentheim.

## Diskografie

### Alben
- Bernie’s Autobahnband (Sind wir noch zu retten) (Nature / Metronome, 1977)
- Wenn es Nacht ist in der Stadt (Nature / Metronome, 1978)
- Ohne Filter (Intercord, 1980)
- Drucksache (Intercord, 1982)
- Gesellschaftsspiele (Wundertüte, 1984)
- Aus heiterem Himmel (Wundertüte, 1985)
- Flügel (CD und LP: Boulevard Records 509, 1988, später als CD: Starportrait Flügel, Bell Records, 1999)
- Schöne Grüße (Conträr Musik, 2023)[4]

### Auf Samplern
- Studiobrettl des Südwestfunks Baden-Baden (SWR 1978)
- Nature Festival (Nature / Metronome, 1979)
- Wir wollen leben (FolkFreak, 1982)

### Singles
- Ulli mit seinem 40 Tonner (Nature / Metronome 1977)
- Wenn es Nacht ist in der Stadt (Nature / Metronome 1979)
- Fußballfieber (Intercord, 1982)
- Gesellschaftsspiele (Wundertüte, 1984)
- Zombies (Wundertüte, 1984)